# ماري كلير كيركلاند
ماري كلير كيركلاند (بالإنجليزية: Marie-Claire Kirkland)‏ (و. 1924 – 2016 م) هي محامية، وسياسية، وقاضية من كندا . ولدت في بالمر .تولت منصب عضو الجمعية الوطنية .
وهي عضوة في حزب كيبيك الليبرالي .

## التعليم
تعلمت في جامعة مكغيل

## جوائز
حصلت على جوائز منها:
- Member of the Order of Canada.